# Litteraturåret 1993

## Händelser
- Birgitta Trotzig blir invald i Svenska Akademien.
- Temaparken Muminvärlden, baserad på Tove Janssons Mumintroll, invigs i Nådendal.

## Priser och utmärkelser
- Nobelpriset – Toni Morrison, USA[1]
- Augustpriset
  - Skönlitteratur – Kerstin Ekman för Händelser vid vatten
  - Facklitteratur – Peter Englund för Ofredsår
  - Barn- och ungdomslitteratur – Mats Wahl för Vinterviken
- ABF:s litteratur- & konststipendium – Inger Edelfeldt
- Aftonbladets litteraturpris – Åke Smedberg
- Aniarapriset – Sven Lindqvist
- Astrid Lindgren-priset – Ulf Stark
- Bellmanpriset – Anna Rydstedt
- BMF-plaketten – Kerstin Ekman för Händelser vid vatten
- BMF-Barnboksplaketten – Annika Holm för Mod, Matilda Markström
- Dan Andersson-priset – Barbro Gummerus
- De Nios Stora Pris – Lennart Sjögren
- De Nios Vinterpris – Eva Ström
- Doblougska priset – Madeleine Gustafsson och Anna Westberg, Sverige samt Lars Saabye Christensen och Kolbein Falkeid, Norge
- Deutscher Jugendliteraturpreis – Henning Mankell
- Elsa Thulins översättarpris – Peter Landelius
- Eyvind Johnsonpriset – P.O. Enquist
- Gerard Bonniers pris – Sara Lidman
- Gerard Bonniers lyrikpris – Tua Forsström
- Gun och Olof Engqvists stipendium – Erik Beckman
- Gustaf Frödings stipendium – Jonas Gardell
- Göteborgs-Postens litteraturpris – Lars Andersson
- Hedenvind-plaketten – Kjell Johansson
- Ivar Lo-priset – Bengt Pohjanen
- John Landquists pris – Bengt Anderberg
- Katapultpriset – Mats Söderlund för Det står en pöbel på min trapp
- Kellgrenpriset – Torgny T:son Segerstedt
- Landsbygdens författarstipendium – Ulla-Lena Lundberg
- Letterstedtska priset för översättningar – Paul Enoksson för översättningen av Galileis Breven om solfläckarna
- Lotten von Kræmers pris – Jan Olov Ullén
- Lundequistska bokhandelns litteraturpris – Peter Englund
- Moa-priset – Kerstin Ekman
- Nordiska rådets litteraturpris – Peer Hultberg, Danmark för romanen Byen og verden (Staden och världen)
- Petrarca-Preis – Gennadij Ajgi
- Pilotpriset – Karl Vennberg
- Schückska priset – Stina Hansson
- Signe Ekblad-Eldhs pris – Claes Hylinger
- Stiftelsen Selma Lagerlöfs litteraturpris – Georg Henrik von Wright
- Stig Carlson-priset – Marie Lundquist
- Svenska Akademiens nordiska pris – Paavo Haavikko, Finland
- Svenska Akademiens tolkningspris – Alexandra Afinogenova
- Svenska Akademiens översättarpris – Marianne Eyre
- Svenska Dagbladets litteraturpris – Agneta Pleijel för Fungi
- The Martin Beck award – Tim Krabbé för De försvunna
- Sveriges Radios Lyrikpris – Jesper Svenbro
- Tegnérpriset – Sigrid Combüchen
- Tidningen Vi:s litteraturpris – Tony Samuelsson
- Tollanderska priset – Jan-Magnus Jansson
- Tucholskypriset – Mirko Kovac, Jugoslavien (montenegrin, kroat, serb)
- Villa Massimo – Volker Braun
- Wahlström & Widstrands litteraturpris – Per Wästberg
- Walter Sernerpriset – Michael Kumpfmüller
- Östersunds-Postens litteraturpris – Lennart Frick
- Övralidspriset – Per Wästberg

## Nya böcker

### Politiska böcker
- Fra socialstat til minimalstat av Anders Fogh Rasmussen
- Det sovande folket av Fredrik Reinfeldt

### A – G
- Agnar av Sven Delblanc
- Anteckningar från en vindskupa av Lars Gyllensten
- Belgarions son av David Eddings
- Bert och badbrudarna av Anders Jacobsson och Sören Olsson[2]
- Berts dagbok (reviderad) av Anders Jacobsson och Sören Olsson[3]
- Den enda segern av Jan Guillou
- Den ensamme älskaren av Mikael Furugärde
- Den röda anteckningsboken av Paul Auster
- Den vita lejoninnan av Henning Mankell
- Eddie och Johanna av Viveca Lärn[4].
- Fredrik Matsson blir kär av George Johansson
- Gamens öga av Jan Mårtenson

### H – N
- Hack i häl på Minerva av Lars Gyllensten (med Georg Klein)
- Hem, till sist av Per Anders Fogelström
- Himmel och jord må brinna av Ola Larsmo
- Historien med hunden. Ur en texansk konkursdomares dagböcker och brev av Lars Gustafsson
- Hjärtans Fröjd av Per Nilsson
- Hurra för pappa Åberg av Gunilla Bergström[5]
- Hymir av P.C. Jersild
- Händelser vid vatten av Kerstin Ekman[6]
- Inför nedräkningen av Jan Myrdal
- Inte med den eld jag har nu av Bodil Malmsten
- Jag har valt att dyrka kvinnorna av Torbjörn Säfve
- Jullov är ett bra påhitt, sa Madicken av Astrid Lindgren[7]
- Mamma Mu gungar av Jujja Wieslander, Tomas Wieslander & Sven Nordqvist[6]
- Min salig bror Jean Hendrich av Carina Burman
- Minnena ser mig av Tomas Tranströmer
- Mulle Meck bygger en bil av George Johansson
- Murgoernas konung av David Eddings

### O – U
- Per Olof Sundman av Birgitta Trotzig
- Polykarpus dröm av Åke Lundgren
- Porträtt av Birgitta Trotzig
- Rovlystnad av Björn Hellberg
- Skratta får du göra i Sibirien av Olle Häger
- Solvindar av Peter Nilson
- Sunes sommar av Anders Jacobsson och Sören Olsson[8]
- Tidens hjul av Robert Jordan
- Ty av Werner Aspenström
- Under tiden av Göran Tunström
- Universums änglar av Einar Már Guðmundsson

### V – Ö
- Vattenorgeln av Lars Andersson
- Veronikas vrede av Per Gunnar Evander
- Vinterviken av Mats Wahl
- Visor från Mumindalen av Tove Jansson
- Wenerid av Skogekär Bergbo med inledning och kommentarer av Lars Burman
- Årstider och åsikter av Stig Claesson
- Överallt där vinden finns av Gunnar Harding

## Avlidna
- 22 februari – Eva Billow, 90, svensk konstnär, illustratör, författare och serieskapare.
- 4 april – Göran O. Eriksson, 64, svensk författare och regissör.
- 15 april – Leslie Charteris, 85, amerikansk deckarförfattare – Helgonet.
- 12 maj – Ulf Palme, 72, svensk skådespelare, författare och regissör.
- 19 juni – William Golding, 81, brittisk författare, nobelpristagare 1983.
- 26 juli – Ester Ringnér-Lundgren, 85, svensk författare av barn- och ungdomslitteratur.
- 7 augusti – Jørgen Clevin, 73, dansk illustratör, barnboksförfattare och barnprogramledare.
- 9 augusti – Hannele Norrström, 9, svensk barnboksförfattare.
- 4 oktober – Verner Ohlin, 62, svensk författare.
- 3 november – Anders Jonason, 68, svensk författare.
- 25 november – Anthony Burgess, 76, brittisk författare
- 11 december – Majken Johansson, 63, svensk diktare.

### Fotnoter
1. ↑  ”Nobelpriset i litteratur”. https://www.nobelprize.org/prizes/lists/all-nobel-prizes-in-literature/. Läst 20 mars 2011.
2. ↑  Bert Arkiverad 19 oktober 2011 hämtat från the Wayback Machine.
3. ↑  Bert
4. ↑  ”Viveca Lärn”. Arkiverad från originalet den 26 september 2011. https://web.archive.org/web/20110926012117/http://www.vivecalarn.com/litteraturlista.htm. Läst 21 mars 2011.
5. ↑  ”Alfons Åberg”. Arkiverad från originalet den 8 december 2012. https://web.archive.org/web/20121208044934/http://www.alfons.se/fakta_bok_alfons.asp. Läst 21 mars 2011.
6. 1 2  Gradvall, Nordström, Nordström, Rabe, Jan, Björn, Ulf, Anina. Tusen svenska klassiker. Norstedts Förlagsgrup. Läst 12
7. ↑  ”Astrid Lindgren”. http://www.astridlindgren.se/verken/bocker/bilderbocker. Läst 21 mars 2011.
8. ↑  Bert Arkiverad 19 oktober 2011 hämtat från the Wayback Machine.